# Castello di Marlborough
Il Marlborough Castle, chiamato e talvolta registrato presso le cronache come The Mount era un castello appartenente alla corona dell'XI secolo che sorgeva presso l'omonima cittadina nel Wiltshire lungo la strada che collegava Londra con Bath. Il Tumulo sul quale sorse, forse il Tumulo di Maerla, sembra essere di origine preistorica e fornì la base per il Motta castrale su cui poi sorse il castello stesso. Attualmente quel che resta è un monticello coperto dagli alberi presso il Marlborough College.

## Il castello
Nel 1067 Guglielmo I d'Inghilterra prese il controllo della regione di Marlborough e chiese all'allora Vescovo di Salisbury di costruire un castello a Motta castrale su un tumulo preistorico già esistente. Che il castello sia stato costruito e finito in quel periodo è suggerito dal fatto che vi venne imprigionato e vi morì, nel 1070, Æthelric II, vescovo di Selsey. Col tempo Guglielmo elesse la vicina Savernake Forest quale terreno di caccia preferito dalla famiglia reale e Marlborough stesso divenne un castello usato dalla corona tanto che lo stesso Enrico I d'Inghilterra vi trascorse una Pasqua facendo presumere che il maniero fosse abitabile. Durante l'anarchia Marlborough fu uno dei castelli in mano a Stefano d'Inghilterra e dopo la sua conclusione e il suo ritorno in seno alla famiglia reale vennero fatti dei lavori di rinforzo delle mura attorno al 1175.
Fra il 1223 e il 1224 Eleonora di Bretagna, cugina di Enrico III d'Inghilterra vi soggiornò brevemente durante la sua pluridecennale prigionia causata dalla propria posizione dinastica che poteva compromettere Enrico, e prima ancora suo padre Giovanni d'Inghilterra. Dopo la morte di Enrico III il castello perse valore agli occhi dei reali, fra il 1273 e il 1369 venne usato come casa vedovile (una proprietà decorosa usualmente assegnata alla vedova del precedente nobile o sovrano all'interno della proprietà stessa). Venne quindi abitato da Eleonora di Provenza, poi a Marguerite di Francia, che vi morì nel 1318, quindi a Isabella di Francia, prima del suo ritiro al Castello di Berkhamsted e infine a Filippa di Hainaut e morta lei, nel 1369, il castello tornò alla corona.
Già dall'anno dopo Marlborough non venne più abitato e cadde rapidamente in rovina, restò comunque di proprietà della famiglia reale tanto che più di un secolo e mezzo dopo Edoardo VI d'Inghilterra lo donò ai alla famiglia della madre, i Seymour.
I Seymour non tentarono di rimettere in piedi il castello, Francis Seymour, I barone di Trowbridge vi costruì una nuova residenza dopo aver avuto il terreno dal fratello maggiore William Seymour, II duca di Somerset. Fra il 1683 e il 1684 vide la luce un'altra nuova casa voluta dal nipote di Francis, Charles Seymour, VI duca di Somerset. Questa casa costituì il nucleo del futuro Marlborough College. Nel XVIII secolo essa fu la dimora preferita da Isabella Fitzroy, moglie di Francis Seymour-Conway, I marchese di Hertford, mecenate di William Shenstone, James Thomson e Stephen Duck. Purtroppo la casa cadde di nuovo in rovina fino a divenire una locanda di posta che venne chiamata Castle Inn, dove i membri del Marlborough Club, tutti Tory usavano incontrarsi già dal 1774.
Questo uso rimase in essere fino al 1842, l'anno dopo venne fondato il college.
Quel che rimane è considerato monumento storico e il terrapieno coperto dagli alberi è visibile entro le mura del college stesso, nei pressi del terrapieno sono state scoperte tracce risalenti al Neolitico e all'epoca romana. Dagli scavi si sono potuti identificare parte del mastio e della cinta muraria.